# 슈퍼셀

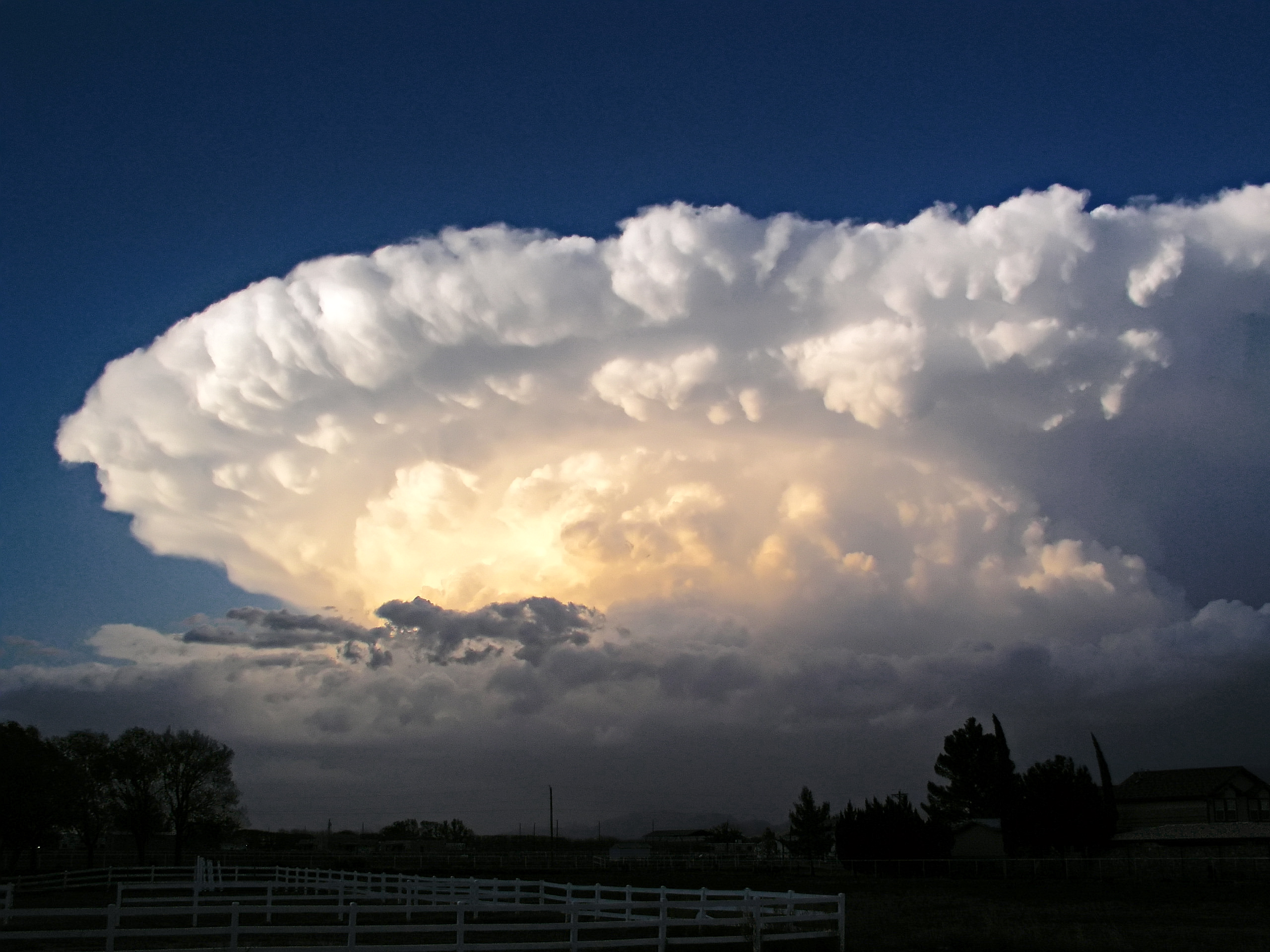
슈퍼셀

슈퍼셀은 뇌운의 한 종류이며 메소사이클론의 중심부에서 큰 기둥 형태로 존재한다. 슈퍼셀은 하나 이상의 토네이도를 형성해 폭우와 강풍을 함께 동반한다.

## 같이 보기
- 날씨
- 토네이도
- 태풍
- 허리케인
- 사이클론